# László Marton (Bildhauer)

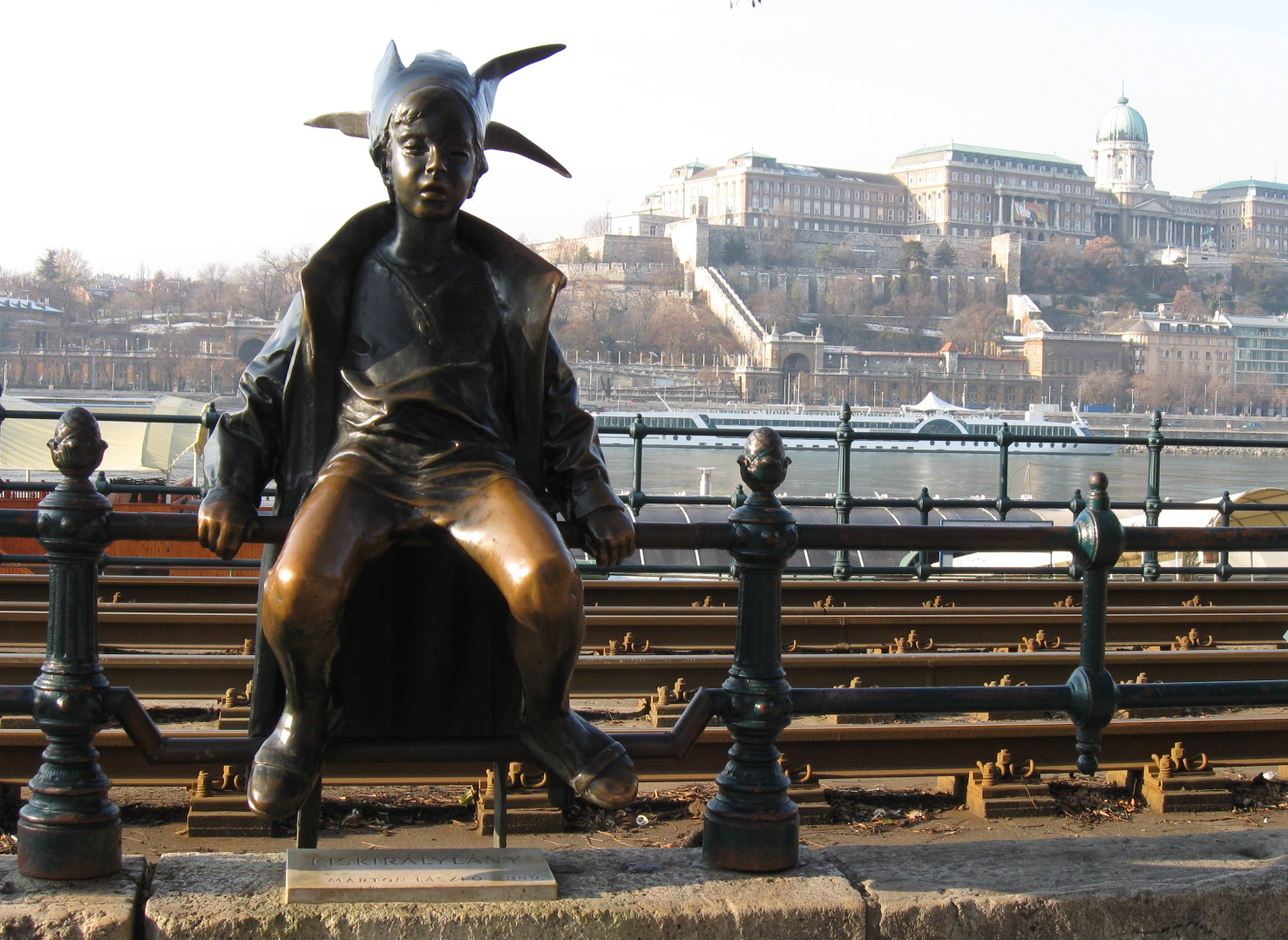
Die Kleine Prinzessin am Donauufer in Budapest (1990)

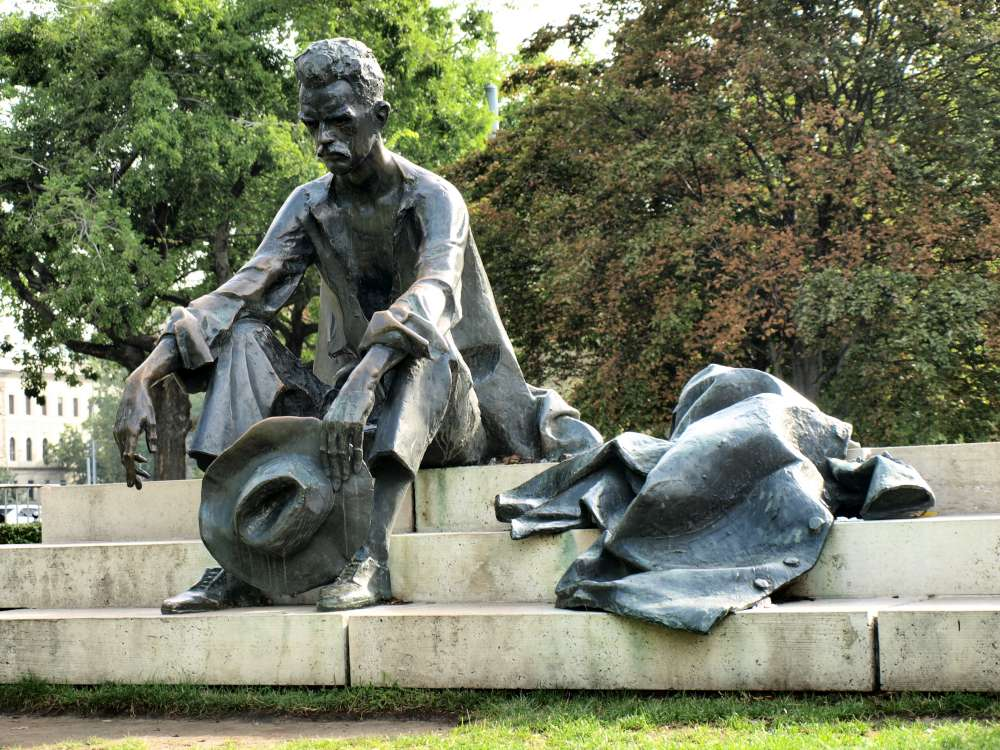
An der Donau, Attila József. Statue auf dem Kossuth tér in Budapest (1980)

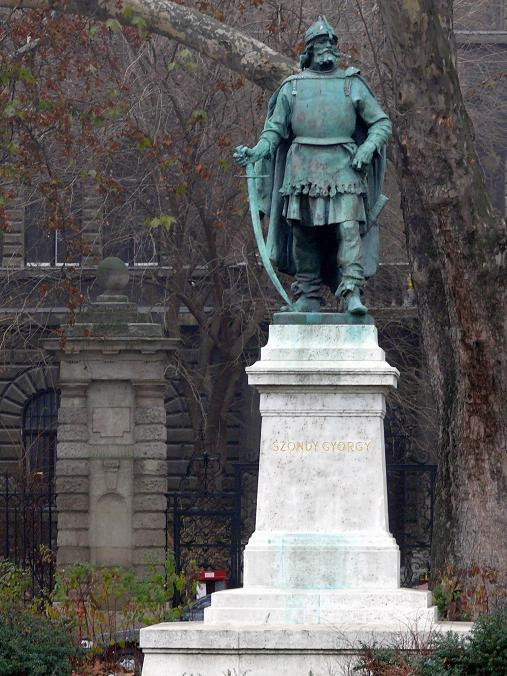
György Szondi auf dem Kodály körönd in Budapest (1958)

László Marton (geboren 5. November 1925 in Tapolca; gestorben 5. Oktober 2008 in Budapest) war ein ungarischer Bildhauer. In Ungarn befinden sich 150 seiner Werke auf öffentlichen Plätzen, davon allein in Budapest mehr als 40. László Marton war einer der bedeutendsten Schöpfer der ungarischen Skulptur des 20. Jahrhunderts.

## Leben
László Martons Talent wurde früh erkannt, so dass er schon 1940 als Schüler an der Moholy-Nagy-Schule aufgenommen wurde. Von 1946 bis 1952 war er unter der Leitung des Bildhauers Pál Pátzay Student an der Akademie für Bildende Künste.
Martons Werke wurden vielfach, auch international, ausgestellt. Seine Plastiken wurden sowohl in der sozialistischen ungarischen Republik als auch nach der politischen Wende im öffentlichen Raum aufgestellt. Im Jahr 2000 wurde an seinem Geburtsort Tapolca eine ständige Ausstellung eingerichtet.
Marton malte neben den Skizzen zu seinen Plastiken auch Aquarelle. 1995 erhielt er das Offizierskreuz des Verdienstordens der Ungarischen Republik und 2003 den Kossuth-Preis.